# Arturo Delgado
Arturo Delgado Covarrubias (ur. 18 lutego 2002 w San Nicolás de los Garza) – meksykański piłkarz występujący na pozycji bramkarza, od 2024 roku zawodnik Juárez.